# Акетаджаве-Лолобата
Акетаджа́ве-Лолоба́та (индон. Taman Nasional Aketajawe-Lolobata) — национальный парк на самом большом из Молуккских островов, Хальмахера, входящем в состав индонезийской провинции Северное Малуку. Парк находится под особым наблюдением международной организации по охране птиц BirdLife International. Одной из основных задач организации является обеспечение выживания как минимум 23 эндемичных видов птиц. Парк, основанный в 2004 году, занимает две раздельные территории в северной и северо-восточной части острова общей площадью 167 300 га.

## Географическое положение
Национальный парк находится на линии Уоллеса — биогеографической границе между азиатской и австралийской фауной. Он состоит из двух раздельных территорий: Акетаджа́ве, расположенной в центральной части острова на стыке округов Центральная Хальмахера, Восточная Хальмахера и муниципалитета Тидоре, и Лолоба́та, расположенной в северо-восточной части острова в пределах округа Восточная Хальмахера. При этом парк управляется единой администрацией.

## Флора и фауна
Растительность состоит в основном из равнинных и горных тропических лесов. Существует множество различных экосистем, включая прибрежные леса, мангровые заросли, низинные болота, берега рек и каменистые горные луга. Дождевые леса отличаются высоким видовым разнообразием, включая агатис (Agathis), калофиллум волокнистолистный, Octomeles sumatrana, Koordersiodendron pinnatum, Intsia, сапиндовые, Palaquium obtusifolium и многие другие.
Из 51 вида млекопитающих, встречающихся в Малуку-Утара, 28 были обнаружены только на острове Хальмахера. Семь из них эндемичны для Молуккского региона, а один из представителей семейства Phalangeridae, Cuscus, встречается исключительно на Хальмахере.
Из 243 видов птиц северных Молуккских островов только на острове Хальмахера зарегистрировано 211. 24 из них встречаются только на этом острове, включая представителей райских птиц, белоголового какаду, Ptilinopus hyogastrus или Edolisoma parvulum из семейства личинкоедовых, Todiramphus funebris, пастушок-барабанщик, лазурная альциона, молуккский ворон и джунглевая курица.
Другие эндемичные виды относятся к семействам кузнечиков (Gomphocerinae), стрекоз (Odonata), бабочек (Lepidoptera) и моллюсков (Mollusca).

## Колонизация человеком

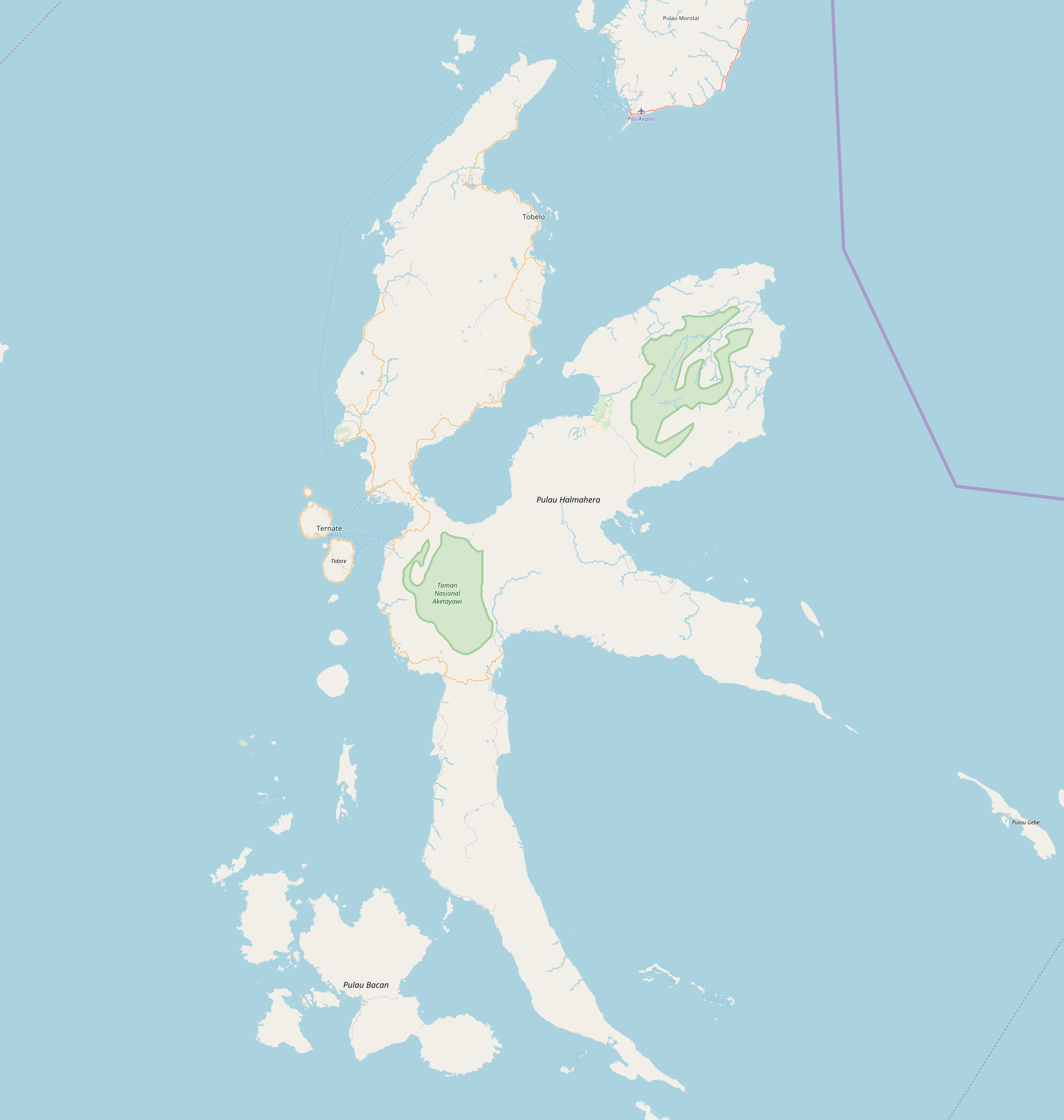
Территория национального парка Акетаджаве-Лолобата показана зелёным цветом

Парк населяют полукочевые племена народности тогутил.

## История
В 1981 году в Национальном плане охраны природы было предложено выделить четыре охраняемые территории: Aketajawe, Lolobata, Saketa и Gunung Gamkonora. План действий по сохранению биоразнообразия Индонезии 1993 года рекомендовал создание интегрированной охраняемой территории. В 1994—1996 годах BirdLife провела исследования, в результате которых Акетаджаве-Лолобата была признана важной территорией обитания птиц.
В 1995 году территории Акетаджаве и Лолобата были предложены в качестве Национального парка. В 1999 году большая лесная площадь в 7 264 707 га была классифицирована как государственный лесной массив, включающий лесные группы Акетаджаве и Лолобата. В 2004 году был объявлен национальный парк общей площадью 167 300 га, который образован группой охраняемых лесов Акетаджаве (77 100 га) в округе Центральная Хальмахера и муниципалитете Тидоре, и группой лесов Лолобата (90 200 га) в округе Восточная Хальмахера.
Угрозу национальному парку представляют незаконные рубки и добыча полезных ископаемых. В период с 1990 по 2003 год площадь лесов в Северном Малуку сократилась с 86 % до чуть менее 70 %, причем в основном это произошло в низинах (ниже 400 м). В результате наиболее сильно пострадали виды, ареал которых располагается на низких высотах.